# 1966 في التلفزيون البريطاني
هذه قائمة بالأحداث المتعلقة التي حدثت بالتلفزيون البريطاني منذ عام 1966.

## الأحداث

### يناير
- 1 يناير - تم بث النسخة الأولى من لعبة الرجبي الخاصة على BBC2 ، والتي تعرض أبرز أحداث مباريات اتحاد الرجبي الأسبوعية.[1]
- 3 يناير - Camberwick Green هو أول برنامج تلفزيوني على BBC1 يتم تصويره بالألوان.
- 15 يناير - تم بث قناة BBC2 على الهواء في جنوب وغرب إنجلترا.

### فبراير
- لا أحداث.

### مارس
- 3 مارس - بي بي سي تعلن عن خطط لبدء بث برامج تلفزيونية ملونة ابتداء من العام المقبل.[2]

### أبريل
- 5 أبريل - برنامج المال لأول مرة على BBC2 . يستمر البث حتى عام 2010.
- من 7 أبريل إلى 24 سبتمبر - يبث فيلم Weavers Green من إنتاج Anglia Television على قناة ITV في 49 حلقة نصف ساعة مرتين في الأسبوع. إنه أول مسلسل تلفزيوني ريفي على التلفزيون البريطاني، وواحد من أوائل البرامج التلفزيونية التي يتم تصويرها في الموقع باستخدام شريط فيديو ومعدات البث الخارجية، بدلاً من الفيلم، كما كان الحال عادةً في التصوير غير الاستوديو حتى هذه اللحظة.[3]
- 21 أبريل - تم بث افتتاح برلمان المملكة المتحدة لأول مرة.

### مايو
- 23 مايو - قامت جولي جوديير بأول ظهور لها في شارع التتويج في دور بيت لينش. لم تصبح شخصية عادية حتى عام 1970.

### يونيو
- 6 يونيو - بدأ المسلسل الهزلي BBC1 حتى Death Us Do Part أول سلسلة له.
- 11 يونيو - BBC2 أيرلندا الشمالية تُبث على الهواء.

### يوليو
- 9 يوليو - BBC2 Scotland تبث على الهواء، آخر منطقة إقليمية تستقبل BBC2 (بما في ذلك حبلا اللغة الغيلية BBC Dhà Alba). توقف البث في 17 فبراير 2019 لإفساح المجال لإطلاق قناة بي بي سي سكوتلاند الجديدة في 24 فبراير 2019.
- 30 يوليو - فازت إنجلترا على ألمانيا الغربية بنتيجة 4-2 لتفوز بكأس العالم 1966 في ويمبلي، حيث اجتذبت عددًا قياسيًا من مشاهدي التلفزيون في المملكة المتحدة بلغ أكثر من 32.000.000.[4]

### فصل الصيف
- الصيف - يترك باتريك ماكجوهان مسلسل التجسس الشهير Danger Man بعد تصوير حلقتين فقط من الموسم الرابع، من أجل الإنتاج والنجم في The Prisoner ، الذي يبدأ التصوير في سبتمبر.

### أغسطس
- لا أحداث.

### سبتمبر
- لا أحداث.

### أكتوبر
- 2 أكتوبر
  - المسلسل المكون من أربعة أجزاء Talking to a Stranger ، الذي اشتهر بأنه أحد أفضل الأعمال الدرامية التلفزيونية البريطانية في الستينيات، يبدأ البث في مسرح 625 ستراند على BBC2
  - عاد Thunderbirds بموسم ثان على ITV ولكن بدون David Holliday (الصوت الأصلي لـ Virgil Tracy) حيث تم استبداله الآن بـ Jeremy Wilkin ، ويعمل لست حلقات فقط.
- 29 أكتوبر - الممثل ويليام هارتنيل يجعل آخر ظهور منتظم بصفته أول طبيب في اللحظات الختامية الحلقة 4 من طبيب مسلسل العاشرة الكوكب . الممثل باتريك تروتون يظهر لفترة وجيزة كالطبيب الثاني في ختام المسلسل.

### نوفمبر
- 5 تشرين الثاني (نوفمبر) - ظهر باتريك تروتون في أول فيلم كامل بعنوان "طبيب من سلسلة The Power of the Daleks" باعتباره الطبيب الثاني.
- 16 تشرين الثاني (نوفمبر) - عُرضت كاثي كومي هوم ، التي من المحتمل أن تكون أشهر مسرحية يتم بثها على الإطلاق على التلفزيون البريطاني، في مجموعة مختارات مسلسل الأربعاء على قناة بي بي سي 1.

### ديسمبر
- 25 ديسمبر - تم بث الحلقة الأخيرة من Thunderbirds على قناة ITV .
- 28 ديسمبر - تم بث إنتاج جوناثان ميلر «أليس في بلاد العجائب».

## لأول مرة

### بي بي سي الأولى
- 1 يناير - الجواسيس (1966)
- 3 يناير - ثلاثية Trumptonshire : Camberwick Green (1966)
- 5 يناير - بهدوء ونعومة (1966-1969)
- 16 يناير - ديفيد كوبرفيلد (1966)
- 10 مارس - تقرير فروست (1966)
- 7 مايو - سريع قبل أن يمسكوا بنا (1966)
- 17 مايو - جميع أنواع الغاز والطرق (1966-1971)
- 24 مايو - المتسول جاري (1966-1968)
- 14 يونيو - غرفة في القاع (1966)
- 19 يونيو - ثلاثة عشر ضد القدر (1966)
- 23 يونيو - حياة آدم آدمانت! (1966-1967)
- 6 يوليو - ملك النهر (1966-1967)
- 2 أغسطس - روميو المتردد (1966-1967)
- 7 أغسطس - خروج المغلوب (BBC1 1966–1982 ، القناة 5 1999-2001)
- 5 سبتمبر - جينينغز (1966)
- 16 سبتمبر - الشؤون الخارجية (1966)
- 2 أكتوبر - المرأة ذات الرداء الأبيض (1966)
- 15 أكتوبر - العرض المتأخر (1966-1967)
- 28 أكتوبر - هاري وورث (1966–1970)
- 4 نوفمبر - فينديتا (1966-1968)
- 13 نوفمبر - الفرسان الثلاثة (1966)
- 17 نوفمبر - The Illustrated Weekly Hudd (1966–1967)
- 31 ديسمبر - مونكيز (بث على BBC1 باللونين الأبيض والأسود)

### بي بي سي الثانية
- 7 يناير - هذا الرجل كريج (1966-1967)
- 11 يناير - الأبله (1966)
- 15 يناير - الرجل في المرآة (1966)
- 15 فبراير - وداع السلاح (1966)
- 26 فبراير - لعبة القتل (1966)
- 8 مارس - أحدب نوتردام (1966)
- 19 مارس - معتدل ومر (1966)
- 5 أبريل - برنامج المال (1966-2010)
- 10 أبريل - خذ زوجًا من العيون الخاصة (1966)
- 26 أبريل - اللورد راينجو (1966)
- 16 يونيو - هذه بيتولا كلارك (1966-1968)
- 18 يونيو - كوبراما (1966)
- 23 يوليو - السيد جون جوروكس (1966)
- 20 أكتوبر - نقطة الانهيار (1966)
- 25 أكتوبر - مراحل بروم (1966)
- 26 نوفمبر - بات من الجحيم (1966)
- 9 نوفمبر - على الهامش (1966)

### آي تي في
- 7 يناير - الكذابون (1966)
- 11 يناير - السيد (1966)
- 29 كانون الثاني (يناير) - الغموض والخيال (1966-1970)
- 2 فبراير - صائدو الفئران (1966-1967)
- 22 فبراير - إرجاع الكائن Z (1966)
- 14 مارس - السيدة الخميس (1966-1967)
- 22 مارس - كيف (1966-1982)
- 7 أبريل - النساجون الأخضر (1966)
- 9 مايو - سبع خطايا مميتة (1966)
- 7 يوليو - لا يمكنك الفوز (1966)
- 3 أغسطس - المخبر (1966-1967)
- 26 أغسطس - شعب الممر (1966)
- 23 سبتمبر - الصراع (1966-1969)
- 28 سبتمبر - البارون (1966-1967)
- 1 أكتوبر -
  - أول سكوير (1966-1967)
  - دسيسة (1966)
- 19 تشرين الثاني (نوفمبر) جورج والتنين (1966-1968)
- 31 ديسمبر - الحياة مع كوبر (1966-1969)

## البرامج التلفزيونية المستمرة

### عشرينيات القرن الماضي
- بي بي سي ويمبلدون (1927-1939، 1946-2019، 2021-2024)

### الثلاثينيات
- سباق القوارب (1938-1939، 1946-2019)
- بي بي سي للكريكيت (1939، 1946-1999، 2020-2024)

### الأربعينيات
- شاهد مع الأم (1946-1973)
- تعال للرقص (1949-1998)

### الخمسينيات
- آندي باندي (1950–1970، 2002-2005)
- الأيام الخوالي (1953-1983)
- بانوراما (1953 حتى الآن)
- ليلة الأحد في بلاديوم لندن (1955-1967، 1973-1974)
- اختر ما تريد (1955-1968، 1992-1998)
- ضاعف نقودك (1955-1968)
- ديكسون دوك جرين (1955-1976)
- ممتاز جدا (1955-1984، 2020 إلى الوقت الحاضر)
- فرصة نوكس (1956-1978، 1987-1990)
- هذا الأسبوع (1956-1978، 1986-1992)
- مسرح الكرسي (1956-1974) [5]
- ماذا تقول الأوراق (1956-2008)
- السماء في الليل (1957 إلى الوقت الحاضر)
- بلو بيتر (1958 إلى الوقت الحاضر)
- المدرج (1958-2007)

### الستينيات
- شارع التتويج (1960 إلى الوقت الحاضر)
- المنتقمون (1961-1969)
- أغاني التسبيح (1961 - حتى الآن)
- هيو وأنا (1962-1967)
- القديس (1962-1969)
- سيارات زي (1962-1978)
- سحر الحيوان (1962-1983)
- دكتور هو (1963-1989، 2005 حتى الآن)
- العالم في العمل (1963-1998)
- مسرحية الأربعاء (1964-1970)
- توب أوف ذا بوبس (1964-2006)
- مباراة اليوم (1964 حتى الآن)
- مفترق طرق (1964-1988، 2001-2003)
- مدرسة اللعب (1964-1988)
- السيد والسيدة (1964-1999، 2008-2010، 2012 حتى الآن)
- الوافدون الجدد (1965-1969)
- ليس فقط. . . لكن أيضا (1965–1970)
- عالم الرياضة (1965-1985)
- اتصل بي بلاف (1965-2005)
- جاكانوري (1965-1996، 2006)

## إنتهت في عام 1966
- الكابتن بوغواش (1957-1966 ، 1974-1975، 1997-2002)
- فلينستون (1960-1966)
- خطوط الزواج (1963-1966)
- شكرًا لك لاكي ستارز (1961-1966)
- رجلنا في سانت مارك (1963-1966)
- جاهز استعد ابدأ! (1963-1966)
- الفتيان المحتملون (1964-1966)
- ريدكاب (1964-1966)
- بي بي سي 3 (1965-1966)
- فتاة الجلوس على السرير (1965-1966)
- ثندربيردز (1965-1966)
- ستينغراي (1965-1966)

## المواليد
- 13 كانون الثاني - شيلاغ فغارتي، مذيعة إذاعية وتلفزيونية
- 26 فبراير - فاي ريبلي، ممثلة ومؤلفة وصفة
- 6 مارس - آلان ديفيز، ممثل كوميدي وممثل
- 22 مارس - سامانثا روبسون، ممثلة
- 1 أبريل - كريس إيفانز، مشغل قرص راديو
- 14 أبريل - لويد أوين، ممثل
- 19 يونيو - صموئيل ويست، ممثل
- 5 يوليو - سوزانا دويل، ممثلة وكاتبة مسرحية ومخرجة أفلام
- 12 يوليو - تامسين جريج، ممثلة
- 16 يوليو - جوني فوغان، مذيع وصحفي
- 23 يوليو - سامانثا بيكنسيل، ممثلة
- 30 أغسطس - هيلين فوسبيرو، مذيعة أخبار وصحافية
- 26 أكتوبر - ستيف فالنتين، ممثل